# Горна Силезия
Горна Силезия или Горни Шльонск (на силезки: Gōrny Ślōnsk; на полски: Górny Śląsk; на немски: Oberschlesien; на чешки: Horní Slezsko; на латински: Silesia Superior) е историческа област в Южна Полша и Североизточна Чехия. Тя е част от региона Силезия. Нейни столици са градовете Ополе и Рачибуж.

## География
Областта е разположена в горната част на басейна на река Одра. Обхваща територии от Силезкото и Ополското войводства в Полша, както и по-голям дял от Моравско-Силезкия край в Чехия.

- Полската част на Горна Силезия
- Чешката част на Горна Силезия

## Граници
На изток областта граничи с Малополша, на север с Великополша, на запад с Долна Силезия и на юг с Моравия.

## Градове
- Катовице
- Опава – Чехия
- Гливице
- Ополе
- Забже
- Битом
- Рачибуж

## Фотогалерия
- Опава
- Гливице
- Ополе
- Забже
- Битом
- Рачибуж